# ماري ندياي
ماري ندياي (بالفرنسية: Marie NDiaye) كاتبة وروائية فرنسية أثبتت كفاءة وموهبة أدبية نتيجة خصوبة وسعة خيالها جعلتها مميزة في الأدب الفرنسي المعاصر وحظيت باهتمام النقاد الفرنسيين، صدر لها عشرة كتب بين رواية ومسرحية وقصة قصيرة حيث حازت روايتها (Rosie Carpe) على جائزة Femina لعام 2000 م.
نشأت في الريف الفرنسي اهتمت بالكتابة منذ صغرها فقد زاولتها وهي في الثانية عشرة من عمرها.
اتسمت كتاباتها بالواقعية وبتلميحات ذكية، وحصلت على جائزة غونكور سنة 2009 عن روايتها «ثلاث نساء قويات».

## من مؤلفاتها
- روايته بعنوان (لمستقبل أفضل) صدرت لها وهي في سن الثامنة عشرة عن دار النشر Minuit
- روايته بعنوان (الكوميديا الكلاسيكية) صدرت في عام 1987 م عن دار النشر Pol.
- روايته بعنوان (الامرأة والحطب) صدرت عام 1989 م.
- رواية بعنوان (في العائلة) صدرت عام 1991 م.
- مسرحية كوميدية بعنوان (على أبي أن يأكل)، التي مهدت لها الدخول إلى المسرح الكوميدي الفرنسي.
- كتاب في سيرتها الذاتية بعنوان (رسم في الأخضر) صدر عام 2005 م عن دار النشر Mercure.

## روابط خارجية
- ماري ندياي على موقع أرشيف الشارخ.
- ماري ندياي على موقع IMDb (الإنجليزية)
- ماري ندياي على موقع مونزينجر (الألمانية)
- ماري ندياي على موقع قاعدة بيانات الفيلم (الإنجليزية)

1. الصباح - الروائية ماري ندياي.. فولكنر الفرنسي